# Telereporter
Telereporter è un'emittente televisiva italiana, nata nel 1977 a Rho in via Tavecchia 43.

## Storia

### Gli esordi
Anima delle trasmissioni furono i presentatori e conduttori radiofonici di Radio Reporter: Emilio Bianchi, Giuliana Pedroli e Daniela Casati.
L'imitazione fatta da Massimo Boldi negli spettacoli del Derby fece nascere un nuovo tipo di comicità. Telereporter ha anche avuto il merito di aver lanciato personaggi televisivi che diverranno famosi come Antonella Clerici, Giobbe Covatta, Enzo Iacchetti e Cristina Parodi.
Con Antenna 3 Lombardia, Telereporter tenne a battesimo con ben due serie televisive per bambini il Gruppo 80, prima che raggiungesse il successo con Five e tutti gli altri pupazzi della fascia ragazzi Mediaset.
Le serie in questione si chiamavano i Gialli in Città. Pupazzi, scene e testi erano di 
Kitty Perria ed Enrico Valenti che da pochissimo avevano fondato il Gruppo 80. Le due serie di 13 episodi ciascuna vedevano un topino, Giacomo, sua sagace segretaria, Biciola e Platone, gendarme cagnone affrontare una banda di pericolosi gatti. Questo fu anche l'inizio della carriera televisiva di Marco Columbro, che iniziò doppiando i pupazzi creati da Kitty ed Enrico. Marco interpretava i personaggi con Sante Calogero e Bruna Tellah.

### La ripetizione di Odeon TV
Nel 2002 il gruppo Profit acquista l'emittente Ligure Canale 7 e la fonde con Odeon TV dando vita all'emittente pluriregionale Telereporter-Canale 7. Il logo del canale in Lombardia sottolineava di più la parola Telereporter, mentre in Liguria avveniva il contrario.
Le frequenze liguri sono state vendute a Mediaset nel 2004 per il digitale terrestre e il canale è tornato ad essere ricevibile solo in Lombardia riprendendo il nome originale.
Nel settembre del 2009 il Gruppo Profit ha deciso il trasferimento di Telereporter dalla storica sede di Rho agli spazi di sua proprietà in via Mambretti n. 9 a Milano, già sede della syndication Odeon TV, di cui Telereporter è capofila. Il bacino d'utenza consiste nella Lombardia e zone limitrofe.
Telereporter, Telereporter Roma, Telereporter Sud ripetono Odeon TV: hanno solo delle differenze negli spazi locali.

### Telereporter Roma
Il gruppo Profit, per ripetere Odeon TV anche nel Lazio, ha creato Telereporter Roma, una versione laziale di Telereporter che per circa un anno ha arricchito l'offerta televisiva del gruppo Profit con un telegiornale e alcuni spazi d'informazione per il Lazio.
Il logo di questa emittente è simile a quello di Telereporter, con l'aggiunta sotto della dicitura "Roma".
Telereporter Roma fino al 9 giugno 2009 aveva una sua redazione e un suo palinsesto. Tra i programmi di informazione tre edizione del telegiornale che seguiva gli eventi regionali con particolare attenzione a ciò che accadeva nella Capitale. Completava l'offerta informativa una rubrica di approfondimento che toccava vari temi, dalla cronaca all'attualità, dalla politica allo sport. In redazione i giornalisti Sabrina Regno, Stefano Santini, Simonetta Clucher, Francesca Romana Gigli, Laura Malfatto e Patrizia Notarnicola.
Il 10 giugno 2009, senza alcun preavviso, tutti i giornalisti e il personale tecnico sono stati licenziati con decorrenza immediata, mentre gli spazi di informazione di Telereporter Roma, hanno iniziato a trasmettere i contenuti prodotti dalla sede milanese di Telereporter.
Con il passaggio al digitale l'emittente trasmette nel Lazio, in provincia di Viterbo, in modalità digitale terrestre all'interno del multiplex Lazio Digitale sul canale UHF 27.

### Telereporter Sud
È stata creata anche Telereporter Sud con molte frequenze in Calabria, Puglia, Sicilia e Sardegna, ma quasi tutte queste frequenze sono state cedute a La3 per il DVB-H.

### La crisi del Gruppo Profit
Il Gruppo Profit, in profonda crisi finanziaria già dal 2009, annuncia la chiusura del canale il 5 novembre 2012 insieme a Telecampione e il licenziamento di 70 dipendenti. 
Successivamente si è verificata la fusione delle società del Gruppo Profit nella società Bravo Produzione Televisive con il licenziamento di parte del personale. In realtà quello che in origine appariva come la volontà di una dismissione dell'azienda si è rivelata un'operazione per trasformare il canale in una televisione commerciale e di televendite svuotandola dei programmi informativi gestiti dalla redazione giornalistica.
Profit, azienda di produzione televisiva, ha affrontato una crisi a partire dal 2003, in concomitanza con la diminuzione della richiesta di studi esterni da parte di Mediaset, che ha concentrato le sue attività nel centro di produzione di Cologno Monzese. 
Presso Profit - Bravo Produzioni, situata in via Stephenson a Milano, sono state realizzate importanti produzioni come  'I cinque del quinto piano, la terza e quarta stagione di Casa Vianello, Ok, il prezzo è giusto la soap opera Vivere 
Tra il 2000 e il 2004, Profit ha acquisito Bravo Produzioni, producendo contenuti per TeleMagia e Casa Lotto. Tuttavia, la crisi ha avuto gravi conseguenze, portando al licenziamento di 70 dipendenti con assunzione diretta e circa 60 lavoratori di cooperative esterne, segnando un periodo difficile per l'azienda e il suo indotto.

### Il passaggio a TeleColor
Nel 2013 Telereporter viene ceduta a TeleColor S.p.A. di Cremona, già editore di TeleColor LCN 18 e di Primarete Lombardia LCN 89 e 184. Nel 2014 l'emissione dei programmi cessa di partire da Milano per iniziare a trasmettere da Cremona.
Telereporter continua le sue trasmissioni, gestite dal Gruppo TeleColor e ha come concessionaria pubblicitaria Publirose S.p.A. con un palinsesto comprendente televendite, film, telefilm, talk d'attualità e rubriche di informazione autoprodotte e un'edizione quotidiana del Telegiornale.  

### Il passaggio a Publirose S.p.A.
Dal 1º marzo 2020 l'emittente  viene acquisita  dal gruppo Publirose  S.p.A . e ritrasmette alcuni programmi di SVI Svizzera Italiana già in onda in alcune fasce orarie su Telecampione, canale 75 del digitale terrestre.  Nel 2022 l'emittente aumenta la copertura  oltre l'emissione in Lombardia trasmette ora  anche in Piemonte e in Liguria.

## Ascolti

### Contatti giorno medio mensile target 4+ regione Lombardia
|      | Gennaio | Febbraio | Marzo   | Aprile  | Maggio  | Giugno  | Luglio  | Agosto  | Settembre | Ottobre | Novembre | Dicembre | Media anno |
| ---- | ------- | -------- | ------- | ------- | ------- | ------- | ------- | ------- | --------- | ------- | -------- | -------- | ---------- |
| 2014 | 163.401 | 156.810  | 141.984 | 145.914 | 142.513 | 149.888 | 133.247 | 134.145 | 210.698   | 196.711 | 226.304  | 227.116  | 169.459    |
| 2015 | 240.472 | 229.409  | 264.708 | 252.535 | 258.482 | 276.699 | 249.473 | 230.608 | 311.589   | 292.159 | 291.236  | 313.891  | 268.703    |
| 2016 | 311.563 | 311.438  | 244.024 | 214.681 | 196.124 | 222.514 | 213.970 | 220.263 | 235.677   | 211.980 | 224.584  | 250.565  | 237.325    |
| 2017 | --      | --       | 178.400 | 180.100 | 174.660 | 120.759 | 122.245 | 116.459 | 116.784   | 110.615 | 111.201  | 125.510  | 113.061    |
| 2018 | 114.470 | 108.364  | 111.552 | 107.816 | 103.958 | 107.152 | 109.402 | 112.948 | 112.884   |         |          |          |            |

### Contatti giorno medio mensile target 4+ regione Piemonte
|      | Gennaio | Febbraio | Marzo  | Aprile | Maggio | Giugno | Luglio | Agosto | Settembre | Ottobre | Novembre | Dicembre | Media anno |
| ---- | ------- | -------- | ------ | ------ | ------ | ------ | ------ | ------ | --------- | ------- | -------- | -------- | ---------- |
| 2014 | 10.582  | 12.840   | 13.999 | 12.096 | 14.311 | 17.526 | 15.978 | 11.643 | 16.642    | 16.565  | 15.776   | 17.111   | 14.577     |
| 2015 | 18.102  | 12.713   | 22.132 | 28.830 | 35.786 | 32.727 | 44.002 | 38.748 | 42.046    | 48.411  | 50.482   | 50.035   | 35.788     |
| 2016 | 48.655  | 49.387   | 37.749 | 37.732 | 22.235 | 48.995 | 36.300 | 50.005 | 43.143    | 41.142  | 41.408   | 15.454   | 39.750     |
| 2017 | --      | --       | 8.749  | 10.173 | 7.692  | 16.838 | 2.823  | 4.235  | 3.345     | 5.826   | 6.017    | 7.084    | 6.065      |
| 2018 | 5.805   | 6.648    | 5.319  | 6.082  | 5.668  | 5.922  | 3.993  | 6.282  | 6.070     |         |          |          |            |